# 画梅奖
画梅奖设立于1993年，是韩国广播摄影导演联合会颁发的奖项。由韩国放送摄影导演协会设立，评审委员会在过去一年间各大电视台制作的纪录片和电视剧中进行甄选，根据作品的影像美、艺术性、创造力、实验精神等进行评审。

## 奖项介绍
最佳男女演员奖于1996年设立，由摄影导演们投票评选出具有出色演技和良好形象的演员。演员部分由各大电视台的拍摄导演们投票评选，因此获得奖项的演员代表备受业界肯定，对演员们来说是屈指可数的最佳演员奖。
| 年度（届数）     | 大賞                                | 最佳电视剧                            | 最佳记录片                                   | 最佳男演员                                   | 最佳女演员                                   | 最佳新人                   |
| ---------------- | ----------------------------------- | ------------------------------------- | -------------------------------------------- | -------------------------------------------- | -------------------------------------------- | -------------------------- |
| 2003年（第16届） | 《茶母》                            | 《寻找世界》                          | 《凤岩寺的树林》                             | 车胜元 KBS《保镖》                           | 金喜爱 SBS《完整的爱》                       | -                          |
| 2004年（第17届） | 《陶瓷器》                          | 《明洞伯爵》                          | 《苍穹-未征服的大地》                        | 安在旭 KBS《OH!必胜奉顺英》                  | 金廷恩 SBS《巴黎恋人》                       | -                          |
| 2005年（第18届） | 《海神》                            | 《流行70》                            | 《土》                                       | 金明民 KBS《不灭的李舜臣》                   | 金宣儿 MBC《我叫金三顺》                     | -                          |
| 2006年（第19届） | 《朱蒙》                            | 《透明人間崔長洙》                    | 《魅惑的能量,颜色》                          | 宋一国 MBC（《朱蒙》）                       | 尹恩惠 KBS《葡萄园的那男子》                 | -                          |
| 2007年（第20届） | 《茶马古道》                        | 《說客》                              | 《DNZ还活着》                                | 金明民 MBC《白色巨塔》                       | 张真英 SBS《说客》                           | -                          |
| 2008年（第21届） | 《伊甸园之东》                      | 《风之画员》                          | 《蜈蚣》                                     | 金相庆 KBS《大王世宗》                       | 文瑾瑩 SBS《风之画员》                       | -                          |
| 2009年（第22届） | 《善德女王》                        | 《该隐与亚伯》                        | 《风之魂,苍鹰》                              | 苏志燮 SBS《该隐与亚伯》                     | 李瑶媛 MBC《善德女王》                       | -                          |
| 2010年（第23届） | 《推奴》                            | 《巨人》                              | 《亚马逊的眼泪》                             | 張赫 KBS《推奴》                             | 黄静茵 SBS《巨人》                           | -                          |
| 2011年（第24届） | 《秘密花园》                        | 《最佳爱情》                          | 《阿穆尔》                                   | 车胜元 MBC《最佳爱情》                       | 河智苑 SBS《秘密花园》                       | -                          |
| 2012年（第25届） | 《大鱼奇谭》                        | 《擁抱太陽的月亮》                    | 《文明和数学》                               | 李聖旻 MBC《黃金時刻》                       | 金南珠 KBS《顺藤而上的你》                   | -                          |
| 2013年（第26届） | 《醜聞：極具衝擊性與不道德的事件》  | 《好醫生》                            | 《仪轨,8天庆典》                             | 曹在显 MBC《醜聞：極具衝擊性與不道德的事件》 | 李宝英 SBS《听见你的声音》                   | -                          |
| 2014年（第27届） | 《来自星星的你》                    | 《妈妈》                              | 《烹调人类》                                 | 李钟硕 SBS《匹诺曹》                         | 宋玧妸 MBC《妈妈》                           | -                          |
| 2015年（第28届） | 《龍八夷》                          | 《假面》                              | 《进化的奥秘 -毒》                           | 延政勳 SBS《假面》                           | 秀愛 SBS《假面》                             | 赵宝儿 KBS《拜託了，媽媽》 |
| 2016年（第29届） | 《太陽的後裔》                      | 《結婚契約》                          | 《伟大的一顿》                               | 金應洙 KBS《壬辰倭亂 1592》                  | Uie MBC《結婚契約》                          | 尹鈞相 SBS《六龍飛天》     |
| 2017年（第30届） | 《生命战略 - 繁殖》                 | 《被告人》                            | 《巡礼 - 神的眼泪》                          | 池晟 SBS《被告人》                           | 徐玄振 SBS《愛情的溫度》                     | 金起範 MBC《守望者》       |
| 2018年（第31届） |                                     | 《壞爸爸》                            | 《THE蓝鼠》                                  | 張赫 MBC《壞爸爸》                           | 金宣兒 SBS《能先接吻嗎？》                   | 鄭彩娟 KBS《To. Jenny》    |
| 2019年（第32届） | 《水的記憶》                        | 《熱血司祭》                          |                                              | 金南佶 SBS《熱血司祭》                       | 鄭柔美 MBC《檢法男女2》                      | 路雲 MBC《意外發現的一天》 |
| 2020年（第33届） |                                     | SBS《Stove League》、《Stove League》 |                                              | 南宮珉 SBS《Stove League》、《Stove League》 | 朴恩斌 SBS《Stove League》、《Stove League》 | 申帥賢 KBS《99億的女人》   |
| 2021年（第34届） | SBS《Penthouse 2》、《Penthouse 3》 |                                       | UBC《餐桌的庭院．廚房花園》、MBC《東方米路》 | 嚴基俊 SBS《Penthouse 2》、《Penthouse 3》   | 金素妍 SBS《Penthouse 2》、《Penthouse 3》   | 李信基 KBS《疼痛的風景》   |

## 腳註
1. ↑  . TV Daily. 15 December 2016  [2019-12-03]. （原始内容存档于2019-12-03） （韩语）.
2. ↑  . E Daily. 3 December 2019  [2019-12-03]. （原始内容存档于2020-04-18） （韩语）.